# Hang Thẩm Nậm
Hang Thẩm Nậm hay Thẳm Nặm là hang dạng karst trong lòng dãy núi đá vôi Phá Chầng ở vùng đất bản Xiêng Lằm xã Hữu Khuông huyện Tương Dương tỉnh Nghệ An, Việt Nam.
Hang ở bên bờ Nậm Nơn (sông Lam), hiện thuộc lòng hồ của Thủy điện Bản Vẽ.
Theo tiếng dân tộc Thái Thẩm Nậm là "Hang Nước", Phá Chầng là "Núi Ông" . Thẩm Nậm là tên rất phổ biến, được đặt cho nhiều hang động ở vùng người dân tộc Tày-Thái ở các tỉnh miền bắc. Tên Thẳm Nặm là do cách đọc tên của một số người tạo ra theo giọng địa phương.

## Vị trí
Thẩm Nậm ở cách trung tâm thị trấn Thạch Giám, huyện lỵ Tương Dương khoảng 33 km đường cò bay theo hướng đông bắc. Tuy nhiên tổng đường cần đi thì cỡ 55 km.
Từ thị trấn Thạch Giám theo quốc lộ 7 hướng tây bắc đi 6 km đến xã Xá Lượng, thì chuyển sang quốc lộ 48C đi cỡ 12 km đến Thủy điện Bản Vẽ 19°20′33″B 104°29′10″Đ / 19,342365°B 104,486058°Đ, xã Yên Na. Từ đây đi ca nô mất hơn 2 giờ, đi dọc theo Nậm Nơn, nay là lòng hồ Bản Vẽ, chừng 35 km thì đến bến dừng ở xã Hữu Khuông. Từ bến dừng đi bộ đến hang mất cỡ 5 phút nếu thời tiết thuận lợi .
Thẩm Nậm nằm trong một quần thể hang động gồm Thẳm Tạo (hang Hoàng Tử), Thẳm Nàng (hang Công Chúa), Thẳm Xoóng (hang Hai Cửa) gắn liền với một số tập quán của cư dân địa phương với hội giao duyên thu hút nam thanh nữ tú trong vùng, thường tổ chức từ tháng 2 đến tháng 4 hàng năm .

## Phát hiện và khảo sát
Thẩm Nậm được người dân biết đến từ lâu, là nơi nghỉ chân khi họ đi rừng. Người dân bản địa cho biết, ngày trước trong những chuyến vào hang, họ đã phát hiện khá nhiều hiện vật cổ bằng đồng như: dao găm, tượng vũ nữ,....
Việc khảo sát thực hiện khi điều tra vùng lòng hồ phục vụ xây dựng Thủy điện Bản Vẽ.
Hang rộng cả ngàn m², nhiều tầng, nhiều ngách lên xuống, trần hang cao, có những vị trí bằng phẳng, rộng đủ chỗ cho hành trăm người ngồi nghỉ bên vô số hình thù muôn hình, muôn vẻ được tạo ra từ những nhũ đá lấp lánh... Đặc biệt trong lòng hang có một dòng suối ngầm, nước trong vắt, mát lạnh.
Vùng hồ và suối hiện rất nhiều cá tôm, do sự hình thành thủy vực mới của hồ .

## Tiềm năng du lịch
Tuyến du lịch lòng hồ và thăm Thẩm Nậm hứa hẹn tiềm năng lớn. Tuy nhiên Hoạt động du lịch hiện chưa chính thức được tổ chức, mà chỉ có hành trình theo yêu cầu của khách. Ngoài việc tham quan du khách còn được thưởng thức văn hóa ẩm thực từ những món ăn được chế biến bằng nguồn sản vật của địa phương như: cá lăng, cá mát, gà ác, lợn đen... các loại rau quả như: xoài, cà ngọt, măng đắng... mang đậm hương vị đặc trưng của núi rừng .